# Arrondissement di Chambéry
L'arrondissement di Chambéry è un arrondissement dipartimentale della Francia situato nel dipartimento della Savoia, nella regione dell'Alvernia-Rodano-Alpi.

## Storia
Fu creato nel 1800, nel dipartimento non più esistente del Monte Bianco; nel 1814 fu restituito al Regno di Sardegna, per ritornare alla Francia nel 1860.

## Composizione
L'arrondissement è composto da 161 comuni raggruppati in 22 cantoni:
- cantone di Aix-les-Bains-Centre
- cantone di Aix-les-Bains-Nord-Grésy
- cantone di Aix-les-Bains-Sud
- cantone di Albens
- cantone di Chambéry-Est
- cantone di Chambéry-Nord
- cantone di Chambéry-Sud
- cantone di Chambéry-Sud-Ovest
- cantone di Chamoux-sur-Gelon
- cantone di Le Châtelard
- cantone di Cognin
- cantone di Les Échelles
- cantone di Montmélian
- cantone di La Motte-Servolex
- cantone di Le Pont-de-Beauvoisin
- cantone di La Ravoire
- cantone di La Rochette
- cantone di Ruffieux
- cantone di Saint-Alban-Leysse
- cantone di Saint-Genix-sur-Guiers
- cantone di Saint-Pierre-d'Albigny
- cantone di Yenne